# Assassinato de Daniel Corrêa
O Caso Daniel Corrêa refere-se ao assassinato do futebolista Daniel Corrêa Freitas, que foi encontrado morto no dia 27 de outubro de 2018, em um matagal na Colônia Mergulhão, zona rural de São José dos Pinhais, no Paraná. Ele havia sido parcialmente degolado e seu pênis havia sido cortado. O cadáver foi encontrado por um morador da região que viu marcas de sangue no chão de uma estrada rural e seguiu o rastro até o corpo da vítima. O crime foi cometido por Edison Brites após sua esposa, Cristiana Brites, acusar Daniel de tentativa de estupro.
No final do dia 27, a assessoria de imprensa do jogador confirmou a morte em seu Twitter. O IML, mesmo não divulgando a causa oficial da morte, descreveu que se tratava de "vítima de arma branca", provavelmente uma faca. Segundo um laudo realizado pela perícia no corpo do jogador e divulgado dias depois, o jogador apresentava 13,4 decigramas de álcool por litro de sangue, mas não havia usado outras drogas.
Devido à crueldade do crime, o caso teve grande repercussão nacional e foi considerado pelo site G1 como um dos 15 crimes que abalaram o Brasil em 2018. Foi, ainda, a matéria mais lida da editoria local do jornal Bem Paraná, em 2018.
O São Paulo Futebol Clube, agremiação com a qual Daniel tinha vínculo de trabalho até o final de 2018, pagou os honorários do atleta à família da vítima até o final do contrato, além de ter ajudado com traslado do corpo e enterro.
Daniel foi enterrado no Cemitério Nossa Senhora da Conceição, em Conselheiro Lafaiete, Minas Gerais, cidade na qual passou parte da infância. O velório foi realizado no Ginásio Poliesportivo do Clube Carijós, onde ele deu seus primeiros passos no futebol, ainda na infância.
No final de 2021, dos sete réus, apenas Edison Brites continuava preso. O restante aguardava o julgamento em liberdade.

## Investigação do assassinato
De acordo com a polícia, Daniel viajou até Curitiba para comemorar o aniversário de 18 anos de Allana Brittes na casa noturna sertaneja Shed Bar. O evento aconteceu em 26 de outubro. Imagens gravadas pelas câmeras de segurança local confirmam que a festa aconteceu e que Daniel era um dos presentes. A comanda da casa noturna também registra que Daniel esteve na boate. Segundo a administração do local, o jogador de futebol não se envolveu em nenhuma confusão no local.
Após as comemorações na boate, ele teria seguido com outras pessoas para a residência de empresário Edison Luiz Brittes Jr., pai da aniversariante, onde ocorreria uma extensão da festa.
Já na residência da aniversariante, Daniel enviou mensagens via Whatsapp a um amigo que mostravam que ele estava numa cama ao lado de Cristiana Brittes (mãe da aniversariante), que estava dormindo, e afirmando ter tido relações sexuais com ela. Em depoimento à polícia, este amigo afirmou que, no grupo de WhatsApp, era comum os rapazes tirarem uma foto "no momento que a mulher estava dormindo" e enviar aos amigos.
No dia 27 de outubro, a mãe do jogador entrou em contato com a Allana Brittes para saber sobre seu filho, já que este estava desaparecido. Na conversa, Allana afirmou que nada de anormal havia acontecido em sua festa e que o jogador havia saído com uma de suas amigas. Algumas horas depois, o corpo de uma pessoa, parcialmente degolado e com cortes na região pubiana, foi encontrado no meio de um matagal. Segundo relatos do homem que encontrou o corpo: “vi uma poça de sangue na beira da estrada, o que não é comum, muito sangue. Parei o carro e desci pra ver o que se tratava. Fui entrando, tinha rastro de sangue apagado. Quando cheguei lá, vi que era o corpo de uma pessoa”. Ele então retornou ao carro e foi para casa, de onde acionou a Polícia Militar. Depois, retornou com a Polícia ao local e indicou a localização exata do corpo.
Preocupados com o desaparecimento do atleta, os parentes passaram a procurá-lo em hospitais da região. Um primo foi até o IML e fez o reconhecimento do corpo pelas cicatrizes que o atleta tinha no joelho, por conta das várias lesões que tivera durante a carreira.
Tão logo a notícia da morte de Daniel foi divulgada, Edison Luiz Brittes Jr. ligou para a mãe do jogador para dar pêsames e oferecer auxílio. Edison também ligou para um amigo do jogador, ocasião em que disse que Daniel saiu sozinho da casa da família, e lamentou sua morte. Dias depois, a Polícia descobriu que as ligações foram feitas de um celular de um homem assassinado em 2016, também em São José dos Pinhais. O promotor João Milton Sales estranhou o fato, questionando: "quem anda com um celular de um morto?"
No dia 29 de outubro, câmeras de segurança de um shopping flagraram Edison Brittes, sua mulher, Cristiana, e sua filha, Allana, na praça de alimentação. Eles aguardavam mais 3 pessoas, que também estiveram envolvidas com o crime. Todos foram convidados por Allana, via mensagem de WhatsApp, com os seguintes dizeres: "quero convidar você para a minha festinha. Da semana que vem. Lá no shopping. Ai comeremos algo". Testemunhas afirmaram, dias depois, que Edison marcou esse encontro para montar um álibi e combinar o que deveria ser dito, caso fossem procurados pela Polícia. De acordo com as testemunhas, Edison  propôs que eles "fechassem um elo" e que se alguém falasse algo, ele saberia quem era.
No dia 31 de outubro (4 dias após a morte de Daniel), câmeras de segurança de uma loja de assistência técnica de aparelhos celulares flagraram Edison e sua esposa, Cristiana. Eles foram até a loja às 17h50min. Segundo a responsável pelo local, Cristiana estava abatida quando chegou ao estabelecimento e se reservou a falar apenas sobre os problemas do celular. De acordo com a assistência, o celular estava com defeito na placa de áudio, na parte do microfone, e ficou lá para ser consertado. Após descobrir que o casal Brittes tinha envolvimento no caso Daniel, a responsável pela loja entrou em contato com a Polícia Civil e entregou o aparelho aos investigadores no dia 5 de novembro. O aparecimento do aparelho na assistência técnica levanta suspeitas de que o real motivo do conserto seria a formatação do equipamento.

## Depoimentos

### Testemunha Chave
No dia 31 de outubro, uma testemunha considerada chave pela Polícia Civil, pois havia estado com Daniel momentos antes da morte, prestou um depoimento no qual afirmou que, após o jogador ter sido flagrado com a esposa do réu, ele teria sido espancado e violentamente assassinado. Ainda segundo esta mesma testemunha, o autor do crime procurou as pessoas que estavam na casa para montar um álibi mudando as versões dos fatos. A testemunha informou também que não sabia afirmar o que havia ocorrido enquanto Daniel estava sozinho no quarto com a mulher.
No dia 19 de novembro, seu advogado, Jacob Filho, foi até à Delegacia de São José dos Pinhais para levar áudios de ameaças recebidas pela mãe de seu cliente através do telefone celular. “Logo depois que a testemunha veio até a delegacia de polícia e relatou tudo o que aconteceu, sua mãe passou a receber mensagens ameaçadoras, dizendo que ‘um bandidão’ procurou um tal de Tico, um amigo em comum dele e de Brites, dizendo que se ele voltar a São José dos Pinhais, será ‘apagado’", contou.

### Edison Luiz Brittes Jr.
No dia 1 de novembro, o suspeito, Edison Luiz Brittes Jr., entregou-se à polícia e, de forma informal, confessou o crime, alegando "defender a honra de todas as mulheres, já que Daniel teria estuprado sua esposa". Ele foi detido e indicou o local onde a arma branca teria sido descartada (ele afirmou que a faca usada foi jogada em um lago). No local, o pênis decepado do jogador foi encontrado pendurado em uma árvore, a cerca de 20 metros do local onde onde o corpo de Daniel havia sido encontrado. O advogado de defesa, Cláudio Dalledone Júnior, sustentou que o jogador não era próximo de Allana e foi até a residência, onde foi espancado, sem ser convidado. Ele afirma ainda que, após o jogador entrar no quarto e tentar estuprar a esposa do empresário, Edison espancou o jovem, colocou-o dentro do carro (modelo Hyundai Veloster) e foi até a área rural de São José dos Pinhais com a intenção de abandoná-lo vivo. No trajeto, porém, Edison teria visto as fotos enviadas por Daniel via WhatsApp para o amigo e, com isto, teria perdido o controle e matado o jovem.
No dia 7 de novembro, Edison prestou um depoimento formal à Polícia. Mesmo com a negativa de tentativa de estupro por parte da Polícia Civil, reforçou que sua esposa havia sido violentada por Daniel. Ele confessou novamente que matou o jogador, mas mudou alguns pontos que havia dito anteriormente, sendo um deles o de que não teria arrebentado a porta do quarto, mas que havia entrado pela janela. Ele informou ainda que havia combinado um encontro com testemunhas em um shopping de São José dos Pinhais com o objetivo de "protegê-las”.

### Allana Brittes
No dia 1 de novembro, o advogado de defesa de Edison divulgou um vídeo em que Allana Brittes corrobora a tese de seu pai, que afirmou ter socorrido a mulher de uma tentativa de estupro. Também afirmou que jamais manteve relacionamento com Daniel e que não o havia convidado para a festa em sua casa.
Seu depoimento foi prestado à Polícia no dia 05 de novembro. Nele, Allana relatou que o pai recomendou "inventar a história de que Daniel estava na festa da sua casa, mas havia saído pelo portão, tomando rumo ignorado".

### Cristiana Brittes
Cristiana Brittes prestou depoimento à Polícia no dia 5 de novembro. Ela relatou que tinha bebido e que, quando chegou da casa noturna, foi dormir no quarto do casal. Depois teria acordado com o jogador deitado sobre ela de cueca e que, então, começou a gritar assustada. Ele dizia: "calma, é o Daniel", contou. Informou ainda que ele estava "excitado" e que esfregava o pênis, que estava para fora da cueca, pelo corpo dela.

### Eduardo Henrique da Silva
Eduardo prestou depoimento no dia 12 de novembro. Segundo seu advogado, Edison Brittes saiu de casa na manhã do crime com o objetivo de "castrar" o atleta e abandoná-lo na rua. Ainda segundo a versão, Eduardo não teria aceitado participar das agressões se soubesse que Daniel seria morto.

### David Willian da Silva e Ygor King
David e Ygor, acompanhados pelos advogados Robson Domacoski e Allan Smaniotto, prestaram depoimento no dia 09 de novembro e disseram que não participaram da morte, mas que estavam no veículo durante o ocorrido. Informaram ainda que somente Edison e Eduardo desceram do carro e que os dois haviam matado Daniel no porta-malas. Além disso, disseram que Edison Brittes trocou de roupa após abandonar o corpo, pois o traje estava sujo de sangue, e as jogou, juntamente com a faca, em um riacho.

### Outros Depoimentos Relevantes
Duas testemunhas que estavam na casa afirmaram que ouviram Edison falar em certo momento que "isso é o que acontece quando se mexe com mulher de bandido". Uma das pessoas que presenciou o crime disse que Cristiana em certo momento falou para sua filha Allana Brittes: "não deixa seu pai fazer isso dentro da minha casa, você sabe como ele é". E uma outra afirmou que o jogador chegou a pedir socorro: "não quero morrer".
Uma das testemunha relatou que mãe e filha não fizeram nada enquanto o jogador era agredido e que ela tentou ligar para o Serviço de Atendimento Móvel de Urgência (Samu), mas Edison não deixou.
Duas testemunhas contaram que a porta do quarto não tinha sinais de arrombamento.
Sobre esses depoimentos, o delegado Amadeu Trevisan informou ainda que nenhuma das testemunhas disse ter ouvido qualquer grito de socorro por parte de Cristiana, conforme relata a família Brittes.
No dia 13 de novembro, mais uma testemunha prestou seu depoimento. Segundo ela, Edison Brittes Júnior "ordenou" que ela e outros convidados limpassem as manchas de sangue que ficaram pela casa depois das agressões. Ela informou ainda que "não ouviu em nenhum momento qualquer solicitação de socorro por parte da Cristiana Brittes", e que, em momento algum, esta relatou "abuso sexual ou estupro por parte de Daniel". Por fim, informou que Edison Brittes não deixou ninguém chamar a ambulância e ordenou que todos ficassem na casa.

## Perícia
No dia 2 de novembro, profissionais do Instituto de Criminalística estiveram na casa do empresário para realizar a perícia do local, coletando vestígios do crime e informações que pudessem ajudar nas investigações.
Foram observadas manchas de sangue espalhadas pelas paredes e piso da casa e também no carro de Edison Brittes. Segundo o laudo, há sinais de que houve tentativa de limpeza dos locais.
Como não foram encontrados os pertences do jogador, a investigação trabalhou com a hipótese de que as roupas e o celular de Daniel tenham sido queimados, já que, conforme laudo da perícia técnica anexado ao inquérito "na varanda do imóvel, mais precisamente sob a janela do quarto, observou-se um recipiente metálico próprio para alimentar animais. O interior deste objeto apresentava sinais recentes de queima, com fuligem e enegrecimento das paredes internas. Cumpre mencionar que os remanescentes desta queima não permitiram ao perito identificar os elementos que ali foram incinerados".

## Laudos do IML
No dia 6 de novembro, um laudo médico afirmou que Daniel apresentava 13,4 decigramas de álcool por litro de sangue, mas que não havia usado outras drogas.
O laudo oficial do Instituto Médico-Legal (IML) foi divulgado no dia 22 de novembro. Segundo o documento, Daniel foi carregado por mais de uma pessoa até o local onde o corpo foi encontrado horas mais tarde pela polícia e a causa da morte foi facada no pescoço. A perícia não conseguiu concluir, no entanto, se o jogador foi mutilado ainda vivo. "A degola parcial foi o motivo da morte, mas não é possível precisar qual lesão aconteceu antes e se ele tinha sinais vitais quando foi mutilado. Lesões dorsais, torácicas e na coxa de Daniel apontam que provavelmente duas pessoas carregaram o jogador neste trajeto", diz o documento.

## Análise dos depoimentos pela Promotoria
Para o promotor Milton Sales, responsável pelo caso, a história sustentada pela defesa apresenta contradições, já que fotos na rede social de Allana demonstram que existia uma certa familiaridade entre eles. Além disso, uma série de "prints" de telas do celular da Allana mostram que a jovem conversou com um amigo em comum, com a mãe de Daniel e com uma tia dele depois do crime, dando informações diferentes. O advogado de defesa de Daniel afirma que se o cliente tivesse de fato estuprado a mãe da jovem, ela não teria se solidarizado com a morte do jogador, conforme demonstrou em suas conversas pelo WhatsApp e em postagens em suas redes sociais após a morte. A mesma tese vale para o empresário Edison. “Esse maluco ligou para a mãe do Daniel. Foi um negócio bem de sangue frio mesmo. Se o Daniel tivesse estuprado, ele não ligaria para a mãe de um estuprador e falaria sobre sentimentos dele. Não se estivesse defendendo a honra da família. Esse cara está inventando a versão dele”, disse um parente da vítima.
Para não atrapalhar o andamento das investigações, a Polícia prendeu preventivamente Edison, sua filha Allana e sua esposa Cristiana. As duas mulheres foram detidas porque, no entender da Polícia, "não fizeram nada para conter as agressões ou, ainda que fosse, denunciá-las".
A promotoria entendeu também que Daniel teria sido morto no local em que o corpo foi encontrado e não na residência do suspeito. Segundo o promotor João Milton Salles, "esse rapaz esguichou sangue por todo o local, o que é um indicativo de que ele chegou lá vivo, pois é o coração bombeando que faz o sangue se espalhar".
Sobre a tentativa de estupro, a promotoria entendeu "não ter havido a tentativa de estupro, mesmo porque o Daniel estava com 13,4 decigramas de álcool no sangue. Então, ele estava muito embriagado, estava muito aquém de conseguir realizar algum estupro". Segundo o médico psiquiatra Primo Paganini, formado pela Faculdade de Medicina da Universidade de São Paulo (FMUSP), com 13,4 decigramas de álcool por litro de sangue, uma pessoa tem muita dificuldade de reagir a agressões ou ter uma ereção, por exemplo.

## Análise do celular de Cristiana Brittes
Em julho de 2019, uma perícia feita no celular de Cristiana Brittes mostrou que a moça pesquisou por casas de swing no Google. Isso reforça a tese de que Edison teria chamado Daniel para dormir com Cristiana na manhã do crime. Edison e Cristiana disseram em seus primeiros depoimentos que nunca fizeram isso, mas esta busca no celular da Cristiana compromete o depoimento do casal.
Outro fato constatado na perícia é que Cristiana apagou aplicativos de mensagens do celular após o crime. Vale ressaltar que horas antes de ser presa, a mulher levou o celular para uma assistência técnica alegando "um defeito no microfone". De acordo com o laudo, o sistema operacional do aparelho não registra "de maneira explícita a data/hora de desinstalação de aplicativos".

## Prisões preventivas e solturas
- Edison Brittes Junior - Foi o primeiro a ser preso. Principal suspeito do assassinato, teve a prisão preventiva decretada no dia 1 de novembro, após se entregar a Polícia e confessar o crime.[30] De acordo com o Balanço Geral, da Record TV, Edison já tinha em sua ficha criminal outros crimes, como "porte ilegal de armas", "adulteração de Veículo" e "ameaça e crime contra a pessoa".[49] No dia 9 de setembro, foi noticiado que uma motocicleta que foi encontrada em sua casa (modelo Honda Cbr 1000RR Fireblade) e que Edison ostentava frequentemente como sendo sua, estava registrada em nome de um traficante preso pela Polícia Federal. Essa moto foi apreendida pela polícia quando da Perícia a fim de se investigar uma eventual ligação de Edison Brittes com o dono da moto, que está preso na Penitenciária de Piraquara condenado por tráfico de drogas.[50] O Ministério Público também abriu uma investigação sobre os bens de Edison Brittes a fim de saber se ele fazia parte de uma rede criminosa.[51]
- Allana Brittes - Filha do empresário com Cristiana Brittes. Foi detida no dia 2 de novembro, juntamente com sua mãe. Elas tiveram a prisão preventiva decretada porque, no entender da Polícia, "não fizeram nada para conter as agressões ou, ainda que fosse, denunciá-las".[41][52]
- Cristiana Brittes - Esposa de Edison Brittes. Foi detida no dia 02 de novembro, juntamente com sua filha. Elas tiveram a prisão preventiva decretada porque, no entender da Polícia, "não fizeram nada para conter as agressões ou, ainda que fosse, denunciá-las".[41]
- Eduardo Henrique Ribeiro da Silva - Namorado da prima de Cristiana Brittes. Teve sua detenção preventiva solicitada pela promotoria no dia 7 de novembro, por estar no carro que levou o corpo do jogador até a Colônia Mergulhão, em São José dos Pinhais, no dia do crime.[32]
- Ygor King - Teve sua detenção preventiva solicitada pela promotoria no dia 7 de novembro, por estar no carro que levou o corpo do jogador até a Colônia Mergulhão, em São José dos Pinhais, no dia do crime.[32]
- David Willian Vollero Silva - Teve sua detenção preventiva solicitada pela promotoria no dia 7 de novembro, por estar no carro que levou o corpo do jogador até a Colônia Mergulhão, em São José dos Pinhais, no dia do crime.[32]
- Eduardo Purkote Chiuratto - Um dos gêmeos idênticos que estavam na casa da família Brittes. Teve sua detenção preventiva solicitada pela promotoria no dia 15 de novembro. Ele é suspeito, segundo o delegado Amadeu Trevisan, de ter quebrado o celular do jogador, arrombado a porta do quarto de Cristiana Brittes, agredido o jogador dentro e fora da casa e também pego a faca na cozinha da casa da família Brittes que teria sido utilizada por Edison Brittes para cometer o crime.[53]

No final de 2021, dos sete réus, apenas Edison Brites continuava preso. O restante aguardava o julgamento em liberdade.

## Conclusão do inquérito policial
No dia 21 de novembro, o delegado Amadeu Trevisan disse que havia concluído o inquérito de 370 páginas sobre a morte do jogador. Ele afirmou que não achou necessário esperar o resultado dos laudos técnicos para concluir seu inquérito. "Temos autoria e materialidade. O laudo vem para robustecer o que temos. Não há necessidade do inquérito permanecer na delegacia. (...) O Daniel morreu aos poucos. Ele começa apanhando no quarto, onde o Edison é ajudado pelos demais. Ele apanha na calçada. Estamos falando de tortura, porque ele se afoga no próprio sangue. Ele não morre no carro, ele chega vivo à Colônia Mergulhão. Deve ser difícil a pessoa ouvir a própria sentença de morte. O Daniel ouviu. Quando colocaram ele no veículo o Edison disse que ia capar e dar um fim nele".

### Indiciamentos
| # | Pessoa Indiciada       | Acusações (Polícia Civil)                    | Acusações (Ministério Público)                                                                                               |
| - | ---------------------- | -------------------------------------------- | --- |
| 1 | Edison Brittes         | homicídio qualificado e ocultação de cadáver | homicídio triplamente qualificado, ocultação de cadáver, fraude processual, corrupção de adolescente e coação de testemunhas |
| 2 | Cristiana Brittes      | coação de testemunha e fraude processual     | homicídio qualificado por motivo torpe, coação do curso de processo, fraude processual e corrupção de adolescente            |
| 3 | Allana Brittes         | coação de testemunha e fraude processual     | coação no curso do processo, fraude processual e corrupção de adolescente                                                    |
| 4 | Eduardo da Silva       | homicídio qualificado e ocultação de cadáver | homicídio triplamente qualificado, ocultação de cadáver, fraude processual                                                   |
| 5 | Ygor King              | homicídio qualificado e ocultação de cadáver | homicídio triplamente qualificado, ocultação de cadáver, fraude processual                                                   |
| 6 | David Willian da Silva | homicídio qualificado e ocultação de cadáver | homicídio triplamente qualificado, ocultação de cadáver, fraude processual                                                   |
| 7 | Evelyn Brisola Perusso | fraude processual                            | teve seu processo desmembrado e seus recursos ainda serão julgados separadamente                                             |

Eduardo Purkote, acusado de lesões graves, não foi denunciado pelo MP.

## Cronologia dos Fatos

### Antecedentes
Estão relacionados nesta sessão fatos que não necessariamente têm ligação direta com o assassinato, mas que ajudam a elucidá-lo.
- 2005 - Edison Brittes tem um Boletim de Ocorrência registrado por "ameaça e crime contra a pessoa"[58] (artigo 140 do Código Penal).
- 2007 - Edison Brittes foi acusado de crime contra o patrimônio, que foi denunciado por uma mulher.[58]
- Abril de 2015 - Por meio de uma denúncia anônima, Edison Brittes foi acusado de realizar adulteração de chassi de um veículo Hyundai Sonata. Após abordagem da polícia na casa de Edison, o veículo foi localizado e então os policiais constataram uma adulteração na numeração dos vidros do automóvel.[58] O veículo fora roubado no ano anterior em Porto Alegre.
- 2017 - Registro de mais um processo de adulteração de veículo foi encontrado no nome de Edison por meio de uma outra denúncia.[58]
- Outubro de 2017 - Jogador Daniel participa das comemorações de 17 anos de Allana Brittes. Na conta oficial de uma de suas redes sociais, é possível ver que a vítima seguia Allana, Cristiana e Edison Brittes na plataforma, demonstrando que tinha uma ligação com a família.[59]
- 8 de junho de 2018 - Edison Brittes recebe voz de prisão por porte ilegal de arma. Edison foi liberado após pagar R$ 500 de fiança.[58]

### Fatos diretamente relacionados ao crime
- 26 de outubro (por volta das 20:00) - Daniel viaja até Curitiba para comemorar o aniversário de 18 anos de Allana Brittes na casa noturna sertaneja Shed Bar. Ele havia deixado as malas na casa de um amigo, tomado um banho e seguido para uma festa antes de ir para o aniversário.
- 26 de outubro (por volta das 23:30) - Daniel chega à casa noturna onde está sendo comemorada a festa de aniversário de 18 anos de Allana Brittes. Os convites haviam sido entregues ao jogador pelo pai da aniversariante. Vídeos do local comprovam que Daniel esteve na festa. A comemoração acaba por volta das 6 da manhã do dia seguinte.
- 27 de outubro (por volta das 6:00) - Daniel segue para a casa de Edison Brittes, onde aconteceria a continuação da festa. Em um vídeo, que registra a hora "8h18 da manhã", é possível ver diversos indivíduos ainda em comemoração, no salão de festas da casa.[60]
- 27 de outubro (por volta das 8:00) - Já na residência da aniversariante, Daniel envia mensagens via Whatsapp a um amigo que mostram que ele estava numa cama, ao lado de Cristiana Brittes (mãe da aniversariante), que estava dormindo, e afirma ter relações sexuais com ela. Esta foi a última mensagem que Daniel enviou, registrada como tendo sido enviada às 8:34.
- 27 de outubro (por volta das 8:35) - Edison entra em seu quarto e vê Daniel com sua esposa.
- 27 de outubro (por volta das 8:40) - Daniel é espancado por 4 pessoas.
- 27 de outubro (por volta das 8:40) - Edison Luiz Brittes Jr., David Willian da Silva, Ygor King e Eduardo Henrique da Silva colocam Daniel, já agonizante, no porta-malas do carro de Edison e o levam até um matagal. Segundo Eduardo, o objetivo era "castrar" o atleta e abandoná-lo na rua.
- 27 de outubro (por volta das 8:50) - Daniel é assassinado.
- 27 de outubro (por volta das 9:30) - Edison Brittes troca de roupas após abandonar o corpo em uma área, pois esta estava suja de sangue. A roupa nova é comprada por David Willian Villero Silva, para não levantar suspeitas. A roupa suja de sangue é jogada, juntamente com a faca, em um riacho.
- 27 de outubro (por volta das 10:00) - A mãe do jogador entra em contato com a Allana Brittes, via Whatsapp, para saber alguma notícia sobre seu filho, que estava desaparecido. Na conversa, Allana afirma que nada de anormal havia acontecido na sua festa e que o jogador havia saído com uma de suas amigas.[2]
- 27 de outubro (por volta das 10:30) - Conforme uma das testemunhas, Edison Brittes reuniu os convidados que ainda estavam em sua casa e disse a eles, em tom ameaçador, que "de jeito nenhum poderiam contar o que aconteceu e que, se ninguém contasse, ninguém saberia".[61]
- 27 de outubro (por volta das 11:00) - Algumas horas depois de a mãe do jogador entrar em contato com Allana Brittes, o corpo de Daniel foi encontrado, parcialmente degolado e com o pênis arrancado. Um primo de Daniel foi à capital paranaense e fez o reconhecimento do corpo, segundo a assessoria de imprensa do jogador. O IML, mesmo não divulgado a causa oficial da morte, descreveu que o corpo foi "vítima de arma branca"
- 27 de outubro (parte da tarde) - Tão logo a notícia da morte do Daniel foi divulgada, Edison Luiz Brittes Jr. ligou para a mãe do jogador para dar pêsames pela morte do filho e oferecer auxílio.[20] Edison também ligou para um amigo do jogador, dizendo que Daniel havia saído sozinho da casa da família, e lamentou a morte.
- 29 de outubro - Polícia diz que a investigação sobre a morte de Daniel está avançada.[62]
- 29 de outubro - Edison, Allana e Cristiana são flagrados pela câmera de um shopping. Eles sentam em uma mesa na praça de alimentação e ficam à espera de mais 3 pessoas que estiveram na cena do crime. Estas pessoas haviam sido convidadas por Allana, via mensagem do WhatsApp, com os seguintes dizeres: "quero convidar você para a minha festinha. Da semana que vem. Lá no shopping. Ai comermos algo". Segundo testemunhas, esse encontro foi marcado pela família Brittes para que se fosse combinada a versão dos fatos que seria dada à polícia e que se "alguém quebrasse o elo, ele saberia quem foi".
- 31 de outubro - Sepultamento de Daniel.
- 31 de outubro - Uma testemunha considerada chave pela Polícia Civil, já que esteve com Daniel momentos antes da morte, prestou depoimento no qual afirmou que, após Daniel ter sido flagrado com a esposa de um suspeito, ele teria sido espancado e violentamente assassinado.[5]
- 31 de outubro - Às 17:50, câmeras de segurança de uma loja de assistência técnica de aparelhos celulares flagraram Edison e sua esposa, Cristiana. A polícia acredita que o real motivo do conserto seria um pedido de formatação do equipamento.
- 1 de novembro (parte da manhã) - Divulgação de um vídeo gravado pelo advogado de defesa de Edison Brittes. Neste, de forma informal, ele confessa o crime, alegando "defender a honra de todas as mulheres, já que Daniel teria estuprado sua esposa". Neste mesmo vídeo, Allana Brittes diz que conhecia Daniel há poucos meses (ou seja, que Daniel não era próximo da família) e também corrobora com a tese de seu pai, que afirmou ter socorrido a mulher de uma tentativa de estupro.[20] Defesa alega que Edison agiu pela emoção do momento.
- 1 de novembro (parte da tarde) - Edison Brittes se apresenta à polícia e indica o local onde a arma branca teria sido descartada (ele afirmou que a faca usada foi jogada em um lago).[30] No local, o pênis decepado do jogador foi encontrado pendurado em uma árvore, a cerca de 20 metros de onde o corpo de Daniel havia sido encontrado. A faca, porém, não foi localizada. Logo após, ele é preso de forma preventiva.
- 1 de novembro (parte da tarde) - O advogado Claudio Dalledone Junior, que defende Edison Brittes, entrou com um pedido judicial para ter acesso a todos os processos sigilosos que estão em trâmite no nome de seu cliente.
- 1 de novembro (parte da tarde) - Família de Daniel recebe fotos do jogador morto pelo Whatsapp e solicita que as pessoas, por respeito, parem de compartilhá-las.[63]
- 2 de novembro - Allana Brittes e Cristiana Brittes foram detidas, de forma preventiva. Elas tiveram a prisão decretada porque, no entender da Polícia, "não fizeram nada para conter as agressões ou, ainda que fosse, denunciá-las"[41]
- 2 de novembro - Profissionais do Instituto de Criminalística estiveram na casa de Edison para realizar a perícia do local, coletando vestígios do crime e informações que pudessem ajudar nas investigações[41]
- 2 de novembro - O promotor Milton José foi até o local onde o corpo de Daniel foi encontrado. Segundo ele, o jogador estava vivo quando chegou ao local, já que havia muito sangue próximo à rua, e não havia sangue onde o corpo foi encontrado.
- 2 de Novembro - Por ser Dia de Finados, uma cruz e uma mensagem bíblica foram deixadas no matagal onde o corpo de Daniel foi encontrado. Não se sabe, porém, quem o fez.[18]
- 4 de novembro - Imprensa divulga que Edison Brittes tem uma longa ficha criminal, mormente por porte ilegal de armas. Outras passagens de Edison pela Polícia foram por disparo de arma de fogo e adulteração de veículos.
- 5 de Novembro - Depoimentos de Cristiana Brittes e Allana Brittes são colhidos. Ambas afirmam que Daniel tentou estuprar Cristiana.
- 5 de Novembro - Celular de Cristiana Brittes, que havia sido deixado na assistência técnica, é entregue à Polícia.
- 6 de Novembro - Divulgado laudo médico que afirma que Daniel apresentava 13,4 decigramas de álcool por litro de sangue, mas que não havia usado drogas[6] Segundo um médico psiquiatra, com 13,4 decigramas de álcool por litro de sangue, uma pessoa teria muita dificuldade de reagir a agressões, ou ter uma ereção, por exemplo[46]
- 6 de novembro - Amadeu Trevisan, delegado da Polícia Civil responsável pelo caso, afirma ter certeza que a família está mentindo e que não houve tentativa de estupro por parte do jogador Daniel contra Cristiana.
- 6 de novembro - Família Brittes é indiciada por homicídio qualificado e coação de testemunhas. No entender do juiz, há indícios de que Edison, Cristiana e Allana atuaram ameaçando e coagindo testemunhas a apresentar versão uniforme.
- 7 de novembro - Mais duas testemunhas prestam depoimento à Polícia. Os relatos contradizem os depoimentos da família Brittes.
- 7 de novembro - A promotoria solicitou a detenção preventiva de mais três envolvidos no caso, que estavam no carro que levou o corpo do jogador até a Colônia Mergulhão, em São José dos Pinhais, no dia do crime. Eduardo Henrique Ribeiro da Silva (primo de Cristiana Brittes), de 19 anos, David Willian Villero Silva, de 18 anos, e Ygor King, de 20 anos.[32]
- 7 de novembro - Edison Brittes presta um depoimento formal na Polícia. Mesmo com a negativa de tentativa de estupro por parte da Polícia Civil, Edison reforçou que sua esposa foi violentada por Daniel. Ele confessou novamente o homicídio, mas mudou alguns pontos que havia dito anteriormente, sendo um deles o de que ele não teria arrebentado a porta do quarto, mas que entrou pela janela.[32]
- 8 de novembro - Tia e prima de Daniel prestam depoimento à Polícia.[64]
- 8 de novembro - Cristiana e Allana Brittes foram transferidas da 1ª Delegacia Regional de São José dos Pinhais para a Penitenciária Feminina de Piraquara, na Região de Curitiba.[52]
- 8 de novembro - Instituto de Criminalística pericia o local onde o corpo foi encontrado pela segunda vez.[52]
- 8 de novembro - Uma testemunha afirmou, em uma entrevista dada ao site Massa News, que Edison Brittes teria convidado Daniel a ter relações sexuais com sua esposa. "Ele disse que estava tão louco (usou cocaína e drogas sintéticas), que convidou Daniel para dormir com a mulher dele. Ele sabia, a mulher também, foi um acordo. E depois que ele viu que realmente os dois estavam juntos na cama ele se revoltou e resolveu matar Daniel", informou a testemunha.[65]
- 9 de novembro - David Willian da Silva e Ygor King prestam depoimento à Polícia, acompanhados de seus advogados.
- 9 de novembro - Polícia descobre que a moto, modelo Honda Cbr 1000RR Fireblade, apreendida na casa do Edison, está registrada em nome de um traficante. Edison aparecia em vários videos em suas redes sociais ostentando esta moto, como se fora dele.
- 10 de novembro - A Polícia descobre que o celular usado por Edison para ligar para a família do jogador está registrado no nome de um homem assassinado em 2016, também em São José dos Pinhais. O promotor João Milton Sales estranhou o fato, questionando: Quem anda com um celular de um morto?
- 12 de novembro - Depoimento de Eduardo Henrique da Silva. Segundo o seu advogado, Edison Brittes saiu de casa na manhã do crime com o objetivo de "castrar" Daniel e abandoná-lo na rua. Ainda conforme o advogado, Eduardo não teria aceitado participar das agressões se soubesse que o jogador seria morto.
- 13 de novembro - Mais uma testemunha ouvida. Segundo esta, Edison Brittes Júnior "ordenou" que ela e outros convidados limpassem as manchas de sangue que ficaram pela casa depois das agressões. Ela informou ainda que "não ouviu em nenhum momento qualquer solicitação de socorro por parte da Cristiana Brittes", e que, em momento algum, esta relatou "abuso sexual ou estupro por parte de Daniel".
- 13 de Novembro - O advogado de defesa da família Brittes protocolou uma petição para informar à Justiça os valores de consumo na noite anterior à morte do jogador, a fim de "contrapor o que vem sendo divulgado erroneamente pela mídia em relação aos gastos na boate de Curitiba".[46]
- 14 de novembro - Mais 2 testemunhas, que participaram da festa na casa da família Brittes, prestam depoimento. Uma delas afirmou que "em nenhum momento ouviu Cristiana chamar por socorro".[61] A outra disse não acreditar que Cristiana gritou pedindo socorro. "Caso ela tivesse chamado por socorro, teria ouvido, já que não estava longe do local", disse à Polícia.[66]
- 14 de novembro - Mãe do jogador Daniel registrou mentiras contadas por Allana pelo Whatsapp em cartório. O advogado da família solicitou que a ata notarial fosse anexada ao inquérito policial.[67]
- 15 de novembro - Eduardo Purkote Chiuratto, um dos gêmeos idênticos que estavam na casa da família Brittes, teve sua detenção preventiva solicitada pela promotoria. Ele era suspeito, segundo o delegado Amadeu Trevisan, de ter quebrado o celular do jogador, arrombado a porta do quarto de Cristiana Brittes, agredido Daniel dentro e fora da casa e também ter pego a faca na cozinha da casa da família Brittes que teria sido utilizada por Edison Brittes para cometer o crime.[53]
- 18 de novembro - O programa Fantástico, da Rede Globo, divulga que, para entender o que de fato se passou no dia do crime, o Ministério Público abriu uma investigação sobre os bens de Edison Brittes, a fim de saber se ele faz parte de uma rede criminosa.[51]
- 19 de novembro - Polícia descobre que o carro (modelo Hyundai Veloster) utilizado por Edison pra levar jogador até o local de crime estava em posse de um policial. Este respondia a três processos, por assassinato, extorsão mediante sequestro e organização criminosa. O veículo, porém, estava em nome de uma empresa de materiais de construção de Piraquara.[68]
- 19 de novembro - Edison Brittes grava um vídeo, de dentro da prisão, no qual aparece sem nenhum tipo de machucado em seu rosto e diz que não apanhou e nem foi ameaçado dentro da carceragem. Este vídeo foi feito pela defesa para desmentir as “fake news” que diziam que ele estava sofrendo maus-tratos dentro da prisão.[69]
- 19 de novembro - O advogado de defesa da testemunha chave que deu o primeiro depoimento à Polícia foi até à Delegacia de São José dos Pinhais para levar áudios de ameaças recebidas pela mãe de seu cliente através do telefone celular. “Logo depois que a testemunha veio até a delegacia de polícia e relatou tudo o que aconteceu, sua mãe passou a receber mensagens ameaçadoras, dizendo que ‘um bandidão’ procurou um tal de Tico, um amigo em comum dele e de Brites, dizendo que se ele voltar a São José dos Pinhais, será ‘apagado’", contou o patrono[29]
- 20 de novembro - Justiça nega pedido de liberdade de Cristiana Brittes, presa há 20 dias.[70]
- 21 de novembro - Delegado Amadeu Trevisan informa que concluiu o inquérito de 370 páginas sobre a morte do jogador.[54]
- 21 de novembro - Polícia Civil informa que vai indiciar 7 pessoas pela morte do jogador Daniel Correa.[55]
- 22 de novembro - Divulgado o laudo oficial do Instituto Médico-Legal (IML), que afirma que Daniel foi carregado por mais de uma pessoa até o local onde o corpo foi encontrado horas mais tarde pela polícia, e a causa mortis foi facada no pescoço.[43]
- 26 de novembro - Eduardo Purkote sai da prisão, após o Ministério Público solicitar sua soltura, por entender que ele não participou do crime.[71]
- 27 de novembro - Ministério Público indicia 7 pessoas pela morte do jogador Daniel Correa.[56]
- 17 de dezembro - Divulgado um áudio de Whatsapp em que Edison Brittes, assassino confesso do jogador, aconselha-se com um policial afastado. O ex-policial e Brittes já se conheciam anteriormente. O carro em que o empresário transportou o jogador até onde foi assassinado já havia pertencido ao policial, que o vendeu ao empresário.[72]
- 19 de dezembro - O pedido da defesa de Cristiana Brittes para que esta cumprisse prisão domiciliar com monitoramento eletrônico foi negado pela Justiça do Paraná.[73]
- 10 de julho de 2019 - Laudo pericial aponta que os aplicativos de mensagem foram apagados do celular de Cristiana Brittes.
- 16 de julho de 2019 - Perícia feita no celular de Cristiana Brittes mostra que a mulher pesquisou por casas de swing no Google. Essa informação reforça a tese de que Edison teria chamado Daniel para dormir com Cristiana na manhã do crime.[47]

## Atualizações
- Em agosto de 2019, Allana Brittes teve a prisão preventiva revogada e passou a cumprir medida cautelar;[74]
- Em setembro de 2019, Cristiana, Eduardo da Silva, Ygor King e David Willian da Silva também tiveram a prisão preventiva revogada;[75][76]
- Em maio de 2021, a Justiça do PR decidiu que Cristiana iria a júri popular;[57]
- Em 22 de setembro de 2021, o Tribunal de Justiça do Paraná permitiu a anulação da sessão de julgamento dos sete réus do processo, possibilitando aos acusados uma nova chance de evitar o júri popular[77]. A anulação deve-se ao fato de que, em maio do mesmo ano, o Tribunal julgou recursos das defesas e manteve a decisão anterior de pronunciá-los ao procedimento do Tribunal do Júri, sem, porém, notificar os advogados de defesa dos réus sobre a data de julgamento dos respectivos recursos. Diante da situação, o advogado Rodrigo Faucz Pereira e Silva, responsável pela defesa dos réus Ygor King e David Vollero, pediu a anulação do julgamento dos recursos, vez que ambos ficaram sem defesa. De acordo com o advogado, o tribunal ainda deverá determinar a separação do processo, de tal modo que Edison Brittes seja julgado em data anterior e que cada um dos acusados seja responsabilizado exclusivamente por suas próprias condutas.
- Em outubro de 2021, a Justiça negou um pedido para que Edison aguardasse o julgamento em liberdade.[78]
- Em fevereiro e março de 2023, o advogado Claudio Dalledone Junior e sua equipe renunciaram às defesas de Edson, Cristiana e Allana.[79]
- Em 18 de março de 2024, o júri popular dos sete acusados de envolvimentos na morte do jogador de futebol Daniel Corrêa começou às 8h55. O julgamento ocorre no Fórum de São José dos Pinhais, na Região Metropolitana de Curitiba, 5 anos depois do crime.[80]

## Júri Popular
Entre os dias 18, 19 e 20 de março de 2024, em São José dos Pinhais-PR, ocorreu o julgamento por júri popular dos sete réus envolvidos na morte do jogador Daniel Corrêa Freitas. O juiz que conduziu o julgamento foi Thiago Flores Carvalho, sendo o quinto juiz designado depois que outros quatro magistrados declinaram do caso.
A escolha de jurados foi realizada por meio de um sorteio convocou 160 pessoas, destas, 7 foram convocadas para o Conselho de Sentença.
Primeiro dia: Durante esse dia, 13 testemunhas foram ouvidas, sendo duas delas sigilosas, arroladas pela acusação. Além das testemunhas, dois réus também prestaram depoimento neste primeiro momento. 
Segundo dia: Os outros cinco réus foram ouvidos pelos jurados. Na parte da tarde, houve os debates entre a acusação e a defesa, que apresentaram seus argumentos sobre o caso. O julgamento nesse dia foi encerrado pouco antes das 20h.
Terceiro dia: A fase final do julgamento incluiu a réplica da acusação e a tréplica da defesa. Após isso, os sete jurados se reuniram para a votação secreta que determinaria o destino dos réus. 
- Edison Brittes Júnior, que confessou o homicídio, foi condenado a 42 anos e 5 meses de prisão por homicídio qualificado com três agravantes (motivo torpe, meio cruel e impossibilidade de defesa da vítima), ocultação de cadáver, fraude processual, corrupção de menores e coação no curso do processo. [84]Sua defesa foi conduzida por Elias Mattar Assad, que anunciou que pretende recorrer da decisão.[82][85]
- Cristiana Brittes, esposa de Edison, foi condenada a 6 meses de prisão por fraude processual e corrupção de menores, mas foi absolvida das acusações de homicídio qualificado e coação.[84] Sua defesa foi conduzida por Thaise Mattar Assad.[82]
- Allana Brittes, recebeu uma pena de 6 anos e 5 meses em regime fechado pelos mesmos crimes que sua mãe, além de coação no curso do processo.[84] Caroline Mattar Assad e Louise Mattar Assad realizaram a defesa de Allana, que foi solta apenas dois dias depois de ser condenada. As advogadas irão recorrer e pedir recálculo da pena.[82][86]
- Entre os demais réus, Ygor King, David Willian Vollero Silva e Eduardo Henrique Ribeiro da Silva foram absolvidos das acusações de homicídio qualificado e ocultação de cadáver.[84] O advogado Rodrigo Faucz, que representou Ygor e David, reforçou que os rapazes haviam confessado que agrediram Daniel, mas não ajudaram Edison a matá-lo. [87]
- Evellyn Brisola Perusso foi absolvida da acusação de fraude processual.[84]